# 阿劳·迪亚拉
阿劳·迪亚拉（法語：Alou Diarra，1981年7月15日—）是一名馬里裔法國足球運動員，擔任防守中場，曾入選法國國家足球隊。過往效力過多間法甲球會包括朗斯、里昂、波爾多及馬賽，最後效力南錫。

## 生平
出生於法國塞納-聖但尼省的迪亞拉，早年曾在德國球會拜仁慕尼黑和英格蘭球會利物浦效力，惟幾乎沒有正式上陣，在後者時更多次被外借回法國。
2004年利物浦把迪亞拉售與法國球會朗斯。在朗斯他獲得了重用，並贏得進入法國國家隊出席2006年世界盃之機會。該屆迪亞拉在決賽以替補身份上陣。
世界盃後迪亞拉獲法甲六連霸里昂招攬，效力一年間贏得了法甲聯賽冠軍；2007年再投波爾多，又一次贏得法甲聯賽冠軍。
2011年7月4日，法甲馬賽宣佈從另一法甲球隊波爾多簽入法國國家足球隊代表迪亞拉，轉會費金額沒有透露，合約為期三年。
2012年8月10日，英超西漢姆從法甲馬賽簽入31歲迪亞拉，轉會費為200萬英鎊，合約為期三年。
2013年1月31日，迪亞拉被西漢姆外借到法甲雷恩至球季結朿。
2013年8月30日，傳媒報導三天前在英格蘭聯賽盃上場的迪亞拉中途受傷，經診症後證實膝關節韌帶嚴重受傷，餘下球季未能再上場。

## 榮譽
朗斯
- UEFA Intertoto Cup: 2005[5]

里昂
- 法甲：2006–07[6]

波爾多
- 法甲：2008–09[7]
- 法國超級盃：2008、2009[8][9]

馬賽
- 法國超級盃：2011[10]
- 法國聯賽盃：2011–12[11]

## 外部連結
- FR Profile and pictures on sitercl.com （页面存档备份，存于）
- 迪亞拉於法國聯賽統計 （页面存档备份，存于） （法文）
- 迪亞拉於法國國家隊統計 （页面存档备份，存于） （法文）
- 足球数据库：阿劳·迪亚拉的球员统计数据 （英文）